# Malietoa Hingano
Pour les articles homonymes, voir Hingano.
Pas d'image ? Cliquez ici

a Compétitions nationales et continentales officielles uniquement.

b Matchs officiels uniquement.
Dernière mise à jour le 23 septembre 2023.
Malietoa Hingano, né le 27 janvier 1992 à Manly (Australie), est un joueur de rugby à XV international tongien évoluant au poste de centre ou d'ailier pour le club de l'US Carcassonne.

## Carrière
En 2014, il signe en tant que joker médical de Gonzalo Canale en faveur du Stade rochelais, il prolonge par la suite son contrat de deux ans, expirant en 2016. 
En 2016, il n'est pas conservé par le club charentais et rejoint le club japonais des Honda Heat. 
En décembre 2017, il annonce sa signature pour trois ans dont une année avec option en faveur du club parisien du Stade français, il rejoint la France plus tôt que prévu en janvier 2018, pour signer en tant que joker médical à l'ASM Clermont Auvergne,. Il ne reste qu'une saison avec le club parisien, avant d'être libéré de son contrat et de rejoindre l'Aviron bayonnais, récemment promu en Top 14.
En juillet 2019, il est sélectionné pour la première fois avec l'équipe des Tonga pour participer à la Pacific Nations Cup 2019. Il connait sa première cape le 27 juillet 2019 à l’occasion d’un match contre l'équipe des Samoa à Apia. Il est ensuite retenu dans le groupe tongien pour disputer la Coupe du monde au Japon.

## Palmarès

### En équipe nationale
- 9 sélections.
- sélections par année : 7 en 2019, 2 en 2021
- 15 points (3 essais).